# Лука Лукашевич
Лука́ Миха́йлович Лукаше́вич (1749, Переяслав — 29 травня 1797, Сальків) — військовик Гетьманщини та Російської імперії, поміщик. Останній київський полковник (1779–1783), генерал-майор РІА (з 1786). Батько Василя Лукашевича.

## Життєпис
Народився у Переяславі в родині переяславського полкового хорунжого Михайла Лукича Лукашевича з козацько-шляхетського роду Лукашевичів-Коломійченків.
Службу у Війську Запорозькому розпочав 1 серпня 1762 — канцеляристом Переяславської полкової канцелярії. 1 жовтня 1763 дістав чин значкового товариша, 1 серпня 1764 — військового товариша. 15 серпня 1767 очолив Першо-Переяславську полкову сотню замість Івана Пилипенка.
З листопада 1769 — переяславський полковий осавул (ділив уряд з Федором Пилипенком). Брав участь у кампаніях російсько-турецької війни, зокрема — у захопленні Криму у 1771. Воював проти Барської конфедерації. 23 вересня 1773 призначений полковим обозним, змінивши на уряді Степана Леонтовича, який очолив компанійський полк.
Після смерті батька у 1772 отримав у спадок хутір Чумгацький у Яготинській сотні та млин у селі Дем'янцях. Вже 1774 мав 239 підданих: 20 у місті Переяславі; у Першій полковій сотні 70 у Дем'янцях, 10 у Війтовцях, 7 у Скопцях, 3 у Гайшині; у Третій полковій сотні 7 у Гланишеві, 7 у Вовчкові; у Яготинській сотні 10 у містечку Яготині, 60 у хуторі Чумгацькому, 10 у містечку Ліпляві, 8 у Келеберді, 30 у Решітках.
5 травня 1779 очолив Київський полк замість Олександра Безбородька, який увійшов до Колегії іноземних справ Російської імперії. Був на чолі полку до 1782, брав участь у формуванні Київського регулярного карабінерного полку. 28 червня 1783 став його командиром, паралельно прийняв командування над Тверським карабінерним полком, що також був сформований із лівобережних козаків.
1786 дістав звання бригадира Російської імператорської армії, того ж року — підвищений до генерал-майора. Нагороджений Орденом Святого Володимира. Брав участь у російсько-турецькій війні 1787-1792 та придушенні Польського повстання. 1795 за військові заслуги перед Російською імперією нагороджений Орденом Святої Анни. У Борисполі отримав 1054 душі кріпаків чоловічої статі, у селі Глибокому Київського повіту — 160 душ.
З 1781 мешкав у селі Салькові. Там і помер у власному маєтку 29 травня 1797.

## Родина
1772 одружився з Горпиною Могилянською — донькою архімандрита Київського Пустинно-Микільського монастиря Євстафія Могилянського. 5 травня 1785 єпископ Чернігівський Феофіл (Ігнатович) скасував шлюб і розпорядився заточити Горпину до монастиря через її спробу отруїти чоловіка миш'яком.
6 червня 1785 одружився вдруге з Ольгою Яківною Лабат-Девівакс (де Лабат де Віван) — донькою полковника РІА, дійсного статського радника.
- Єдиний син Василь (1783 — 1866) — масон, член полтавської масонської ложі «Любов до істини», член київської ложі «З'єднаних слов'ян», організатор та ідеолог Малоросійського таємного товариства, ув'язнювався у Петропавлівській фортеці у Петербурзі. Один з імовірних авторів «Історії Русів».